# Jennell Jaquays
Jennell Jaquays, née le 14 octobre 1956 dans le Michigan sous le nom de Paul Jaquays, et morte le 10 janvier 2024 à Dallas (Texas), est une conceptrice de jeux, artiste de jeux vidéo et illustratrice américaine de jeux de rôle sur table (JDR). 
Ses travaux incluent les modules Dark Tower et Caverns of Thracia de Donjons & Dragons pour Judges Guild, le développement et la conception de conversions de jeux tels que Pac-Man et Donkey Kong pour le système de jeux vidéo d'arcade de Coleco, et des travaux de conception plus récents, notamment la série Age of Empires, Quake 2 et Quake III Arena. Une de ses œuvres les plus connues en tant qu'artiste de fantasy est l'illustration de la couverture de Dragon Mountain Adventure de TSR,.

## Biographie

### Jeunesse et éducation
Jennell Jaquays naît le 14 octobre 1956 dans le Michigan, sous le nom de Paul Jaquays, et grandit dans le Michigan et l'Indiana. Jennell Jaquays est diplômée de la Jackson County Western High School du Michigan en 1974 et du Spring Arbor College en 1978 avec un Bachelor of Arts en beaux-arts.

### Carrière

#### The Dungeoneeret les jeux de rôle fantastiques
À l'université, Jennell Jaquays s'intéresse aux jeux de science-fiction et de fantasy et à l'industrie naissante des jeux de rôle à travers les pages de The Space Gamer[réf. nécessaire]. Elle découvre Donjons et Dragons en 1975 et forme la Fantastic Dungeoning Society avec plusieurs amis de l'université, dont Mark Hendricks. Ensemble, ils décident de créer un fanzine, qui offrirait des aventures à d'autres maitres du jeu. Tim Kask de TSR accorde à Jennell Jaquays une licence occasionnelle pour publier ce fanzine, nommé The Dungeoneer, qui est une publication amateur, mais l'un des premiers périodiques JDR.
Le premier numéro est publié le même mois que Dragon # 1 (juin 1976). Il est principalement dessiné et écrit par Jennell Jaquays, avec quelques contributions d'autres membres de la FDS. En tout, FDS produit six numéros de The Dungeoneer de 1976 à 1978. Commercialisé comme une « publication de maître de donjon », le magazine est considéré remarquable pour son approche pionnière des aventures pré-conçues. F'Chelrak's Tomb a été publié en juin 1976, le même mois que Palace of the Vampire Queen, publié par Wee Warriors. La publication est une source d'inspiration pour de nombreux magazines sur le même thème aux États-Unis et ailleurs,,,,,.
En 1976, en parallèle de The Dungeoneer, Jennell Jaquays commence à soumettre des illustrations au magazine de jeu interne de TSR, The Dragon. Le travail de Jennell Jaquays apparait dans le premier numéro de The Dragon et les contributions ultérieures comprenaient la couverture du numéro 21,.

#### Judges Guild, projets de jeux de rôle indépendants et TSR
À la fin de 1977, Jaquays est sur le point d'obtenir son diplôme doit passer plus de temps dans le studio d'art, alors FDS vend The Dungeoneer à Chuck Anshell d'Anshell Miniatures. Anshell vient travailler à Judges Guild, et Jennell Jaquays les rejoint aussi en octobre 1978 et travaille avec eux pendant un an en tant qu'illustrateur et concepteur d'aventures. Fin 1978, Judges Guild est un fournisseur prolifique de matériel et de produits sous licence officielle  Donjons & Dragons (D&D) de TSR. Anshell conserve un niveau de contrôle éditorial sur The Dungeoneer, l'un des deux périodiques de jeu de Judges Guild. Jennell Jaquays travaille sur deux modules de jeu autonomes pour Donjons & Dragons, Dark Tower et Caverns of Thracia, qui sont achevés avant qu'elle ne quitte l'entreprise en octobre 1979. Elle fournit une variété de contenus en freelance par la suite, notamment à The Dungeoneer,. Jennell Jaquays et Rudy Kraft écrivent Adventures Beyond the Pass pour Judges Guild, qu'ils ne publient jamais. En revanche, Greg Stafford l'a suffisamment apprécié pour que Chaosium le publie sous le nom de Griffin Mountain (1981). Le Micro Game Chitin : I de Metagaming Concepts sort en 1978 et présente des illustrations de Jaquays. Jaquays, Denis Loubet et Jeff Dee produisent Cardboard Heroes au début des années 1980 pour Steve Jackson Games.
Jennell Jaquays élargit sa carrière pour inclure la conception de jeux vidéo au début des années 1980, mais continue de travailler en tant en freelance pour divers éditeurs de jeux de table, notamment TSR, Chaosium, West End Games, Flying Buffalo et Iron Crown Enterprises. Elle réalise des illustrations pour Game Designers' Workshop (GDW) en dessinant notamment tous les vaisseaux spatiaux dans Traveler Supplement 9: Fighting Ships. Un certain nombre d'entre eux sont devenus la base des modèles de vaisseaux spatiaux d'Ad Astra Games. Les joueurs peuvent aussi retrouver les plans de ces vaisseaux dans Mongoose Traveler Supplement 3 - Fighting Ships.
De 1986 à 1993, elle travaille en freelance tout en dirigeant un studio de design,. Jennell Jaquays prépare une série de suppléments d'illustrations de personnages appelés Central Casting (1988-1991) pour le studio de jeux Flying Buffalo. Jennell Jaquays prépare également trois autres City Books (1990-1994) pour Flying Buffalo. De 1993 à 1997, elle reprend un emploi à temps plein dans l'industrie du jeu de table en tant qu'illustratrice pour TSR, dont une période de six mois en tant que directrice du graphisme. Elle quitte TSR juste avant leur rachat par Wizards of the Coast. Pendant ce temps, elle joue aussi un rôle actif dans la création du jeu Dragon Dice, à la fois en tant qu'artiste de couverture et designer d'icônes.

#### Œuvres d'art en freelance
En plus de nombreuses contributions aux illustrations de jeux (y compris des illustrations réparties sur deux décennies pour les périodiques de TSR, Dragon et Dungeon), elle travaille comme illustratrice et dessinatrice pour le Jackson Citizen Patriot en 1980. À la fin des années 1980, Jennell Jaquays est une graphiste régulière pour Amazing Stories et contribue à une couverture pour cette publication,.

#### Industrie du jeu vidéo
Après avoir quitté la Judges Guild, Jennell Jaquays commence à travailler pour Coleco en 1980, d'abord en tant qu'indépendante, puis en tant qu'employée à temps plein de 1981 à 1985. Elle développe et conçoit des conversions d'arcade de nombreux titres bien connus tels que Pac-Man et Donkey Kong pour leur système de jeu vidéo d'arcade domestique, la ColecoVision. Jennell Jaquays devient ensuite lead game designer. Jennell Jaquays réuni l'un des premiers studios de design graphique pour le développement de jeux vidéo chez Coleco, afin de créer des jeux ColecoVision. Elle repasse en freelance à la fin des années 1980 et au début des années 1990, mais continue à être impliquée dans l'industrie du jeu vidéo, avec des travaux de conception et de design pour Epyx, Interplay Entertainment et Electronic Arts.
À partir de mars 1997, Jaquays est employée comme level designer pour id Software, mieux connu pour sa série de jeux vidéo Quake. Elle a ensuite rejoint Ensemble Studios basé à Dallas, qui était devenu « un refuge pour les anciens développeurs de logiciels d'identification ». Elle y travaille de 2002 à la fermeture de l'entreprise en 2009. Elle y travaille avec l'ancien contemporain des jeux de table et des jeux informatiques Sandy Petersen, qui l'avait précédemment embauchée pour être conceptrice de contenu chez id Software,,,. En 2003, Jennell Jaquays cofonde The Guildhall at SMU, un programme d'éducation au jeu vidéo, situé sur le campus Plano de la Southern Methodist University (SMU) à Dallas. Elle participe à la création d'une grande partie du programme original du cursus,,. Jennell Jaquays continue de conseiller le programme The Guildhall. En octobre 2009, Jaquays est employée en tant que senior level designer au sein de la division nord-américaine de CCP Games.
Jennell Jaquays partage son énergie créative entre des projets pour le studio de design Dragongirl Studios, sa marque Fifth Wall d'aventures de jeux et de miniatures, et son rôle de directrice créative pour Olde Sküül, Inc., un studio de développement et d'édition de jeux vidéo basé à Seattle qu'elle fonde en 2012 avec trois autres développeuses seniors.

### Activisme
En tant que directrice créative de la Transgender Human Rights Institute à Seattle, Jennell Jaquays participe à la pétition pour créer la Leelah's Law, interdisant la thérapie de conversion des jeunes LGBT. En réponse à la pétition, en avril 2015, le président Barack Obama appelle à l'interdiction de la thérapie de conversion pour les mineurs.

### Vie privée
Jennell Jaquays a trois enfants de son premier mariage. Elle annonce en décembre 2011 qu'elle s'identifie comme une femme lesbienne et trans. Elle réside à Seattle (Washington) avec sa femme Rebecca Heineman.

## Récompenses et honneurs
Dark Tower, de Jennell Jaquays, est nommé pour le prix HG Wells 1979 de la meilleure aventure de jeu de rôle. Jennell Jaquays est aussi co-auteure et illustratrice du scénario Griffin Mountain RuneQuest de Chaosium. Situé à Glorantha, ce scénario très apprécié est nommé pour le prix HG Wells 1981. La version retravaillée, Griffin Island, est nommée pour le même prix en 1986. Le jeu vidéo Wargames de Coleco, pour lequel Jaquays était co-conceptrice du gameplay, remporte le prix du logiciel original du Summer CES 1984. En tant que conceptrice de niveau pour le module Castle Greyhawk de TSR, Jaquays partage le prix Origins Gamer's Choice de 1989 pour la meilleure aventure de jeu de rôle. En novembre 2004, dans le cadre de la célébration du 30e anniversaire de Dojons & Dragons, le magazine Dungeon produit une liste des « trente plus grandes aventures D&D de tous les temps ». Dark Tower est la seule entrée de la liste non publiée par TSR,.
Jennell Jaquays a été présentée comme l'une des 50 meilleures personnes transgenres américaines que vous devriez connaître par LGBTQ Nation. Elle est aussi mentionnée dans le Trans 100 2015.
Les contributions de Jennell Jaquays aux débuts de l'industrie du jeu vidéo sont reconnues sur une carte à collectionner no 2036 des cartes The Walter Day Collection. En 2017, elle est intronisée au Hall of Fame de l'Academy of Adventure Gaming Arts & Design. La même année, elle est l'invitée d'honneur d'Origins 2017.

## Œuvres

### Publications (partielles)
- The Dungeoneer (fanzine D&D) (éditrice de 1976 à 1977 ; contributrice de 1976 à 1979)
- Dark Tower (scénario AD&D - Judges Guild:88) (1980 ; révisé en 2001 et 2007)
- The Caverns of Thracia (scénario D&D - Judges Guild:102) (1979 ; révisé en 2004)
- Legendary Duck Tower and Other Tale (scénario RuneQuest - Judges Guild) (1980) (avec Rudy Kraft)
- The Unknown Gods (D&D Sourcebook - Judges Guild:420) (1980) (co-auteure)
- Griffin Mountain (Campagne RuneQuest) (1981 ; revu et augmenté en 1986 sous le nom de Griffin Island) (avec Rudy Kraft et Greg Stafford)
- Cults of Terror (RuneQuest Sourcebook) (1981) (co-auteure)
- The Enchanted Wood (Module DragonQuest) (1981)
- Talons of Night (D&D Module:M5) (1987)
- The Shattered Statue (AD&D/DragonQuest Module:DQ1) (1987)
- Egg of the Phoenix (AD&D Module:I12) (1987) (avec Frank Mentzer)
- Terror in Skytumble Tor (partie du module AD&D : I13) (1987)
- Castle Greyhawk (AD&D Module:WG7) (1988) (crédité comme l'une des co-auteures ; a écrit le niveau 4)
- The Savage Frontier (Module AD&D : FR5) (1988)
- Central Casting : Heroes of Legend (livre source générique) (1988)
- Campaign Sourcebook and Catacomb Guide (livre source AD&D 2e édition : DMGR1) (1990)
- Citybook VI - Uptown (1992) (co-auteure)
- Shadows on the Borderland (Aventure RuneQuest) (1993) (co-auteure)
- Country Sites (1995) (artiste de la couverture)

### Jeux vidéo (liste partielle)
| Titre                              | Date de publication | Système ou console utilisé                                                                         | Rôle                                                    |
| ---------------------------------- | ------------------- | -------------------------------------------------------------------------------------------------- | ------------------------------------------------------- |
| Donkey Kong                        | juillet 1982        | ColecoVision                                                                                       | Direction de projet, conception et conversion graphique |
| Omega Race                         | 1983                | ColecoVision                                                                                       | Direction de projet, conception et conversion graphique |
| WarGames                           | 1984                | ColecoVision                                                                                       | Direction de projet, conception de gameplay             |
| 4x4 Off-Road Racing                | 1988                | Amstrad CPC, Atari ST, Amiga, DOS, Commodore 64, MSX, ZX Spectrum                                  | Game Designer                                           |
| The Bard's TaleIV[réf. nécessaire] | 1991–92             | (inédit)                                                                                           | Réécriture et intégration                               |
| Quake II                           | 9 décembre 1997     | Amiga (68k), AmigaOS 4 (PowerPC), Nintendo 64, Macintosh, BeOS, Linux, Windows, PlayStation, Zeebo | Designer et level designer                              |
| Quake III Arena                    | 2 décembre 1999     | Linux, Windows, IRIX, Mac OS, Dreamcast, PlayStation 2, Xbox Live Arcade                           | Designer et level designer                              |
| Quake III : Team Arena             | décembre 2000       | | Designer et level designer                              |
| Age of Empires III                 | 18 octobre 2005     | Windows, Mac OS X, Windows Mobile, N-Gage                                                          | Artiste                                                 |
| Age of Empires III: The WarChiefs  | 7 mars 2006         | Windows, MacOS X                                                                                   | Artiste                                                 |
| Halo Wars                          | 26 février 2009     | Xbox 360                                                                                           | Artiste et level designer                               |